# Quercus flocculenta
Quercus flocculenta är en bokväxtart som beskrevs av Cornelius Herman Müller. Quercus flocculenta ingår i släktet ekar, och familjen bokväxter. Inga underarter finns listade.